# Synteza asymetryczna
Synteza asymetryczna – reakcja chemiczna, w której następuje wytworzenie nowego centrum stereogenicznego o ustalonej konfiguracji absolutnej. Zwykle centrum stereogenicznym jest węgiel asymetryczny (atom węgla z czterema różnymi podstawnikami).
Bardzo długo sądzono, że niemożliwe jest otrzymanie pojedynczych, czystych enancjomerów na drodze sztucznej syntezy wychodząc z achiralnych substratów. Obecnie jest to możliwe, aczkolwiek w tym przypadku wciąż konieczne jest stosowanie chiralnych katalizatorów lub chiralnych reagentów, które, wiążąc się z cząsteczką jednego z substratów, wymuszają (lub ułatwiają), poprzez oddziaływania steryczne lub stereoelektronowe, tylko jedną z dwóch możliwych dróg reakcji. Postępy w technikach syntezy asymetrycznej w latach 70. i 80. XX wieku doprowadziły do rozwoju wydajnych sposobów otrzymywania czystych enancjomerów na drodze czysto syntetycznej i obecnie wiele leków (w tym np. słynny talidomid) jest dostępnych jako czyste enancjomery.
Synteza asymetryczna ma ogromne znaczenie w przemyśle farmaceutycznym, gdyż aktywność biologiczna wielu leków bardzo silnie zależy od ich konfiguracji absolutnej. Synteza asymetryczna jest też stosowana przy otrzymywaniu polimerów, ciekłych kryształów i wielu innych związków, których właściwości zależą od ich budowy przestrzennej. Efektywność syntezy asymetrycznej określa uzyskiwany nadmiar enancjomeryczny.
W organizmach żywych większość reakcji są to reakcje asymetryczne, prowadzące do enancjoselektywnego wytwarzania nowych cząsteczek chiralnych.